# Calamagrostis rigens
Calamagrostis rigens är en gräsart som beskrevs av Sven Johan Lindgren. Calamagrostis rigens ingår i släktet rör, och familjen gräs. Inga underarter finns listade i Catalogue of Life.